# Phymosia abutiloides
Phymosia abutiloides är en malvaväxtart som först beskrevs av Carl von Linné, och fick sitt nu gällande namn av Nicaise Auguste Desvaux. Phymosia abutiloides ingår i släktet Phymosia och familjen malvaväxter. Inga underarter finns listade i Catalogue of Life.

## Bildgalleri

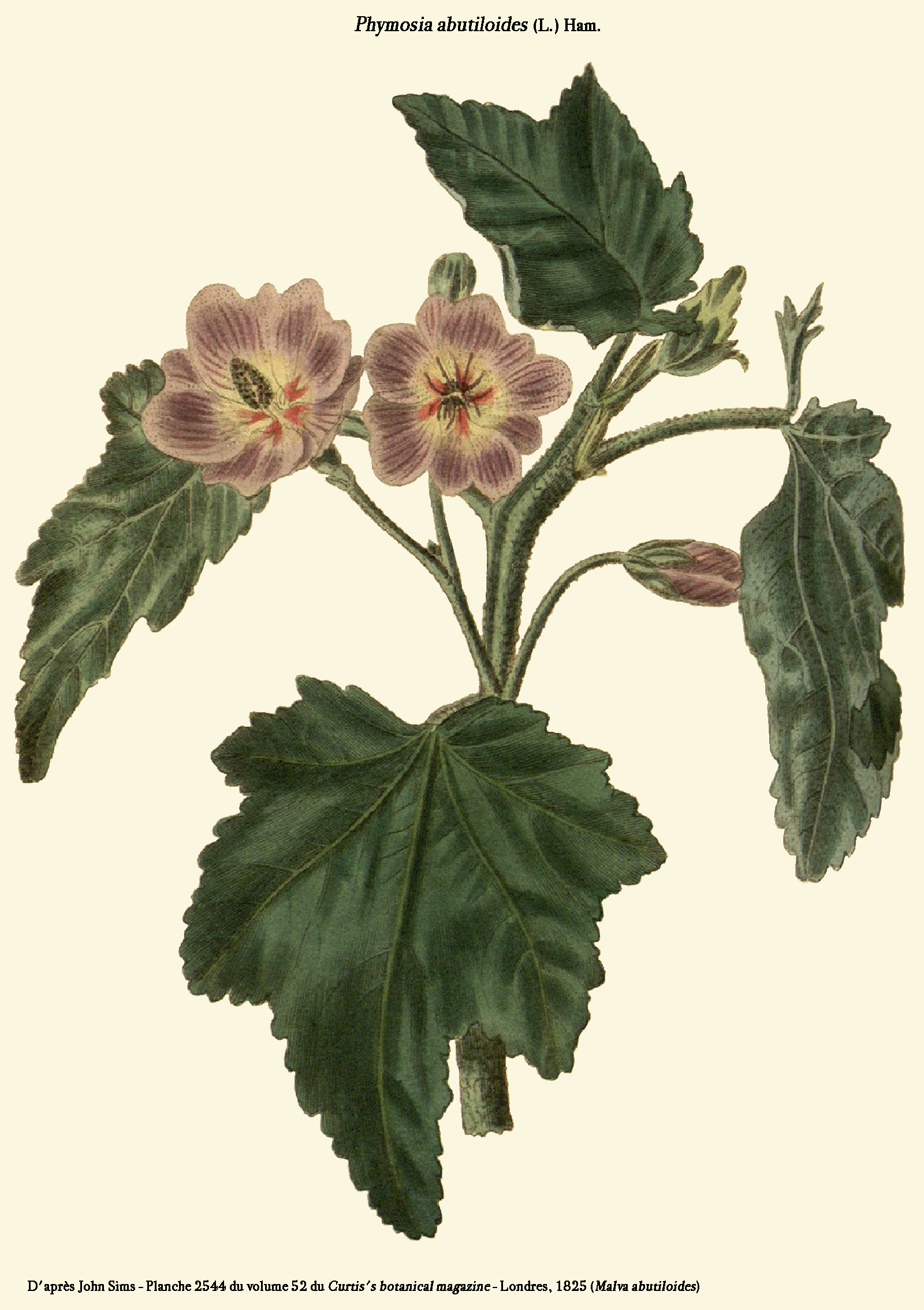